# Provinciale weg 343
De provinciale weg 343 (N343) is een provinciale weg in de provincie Overijssel van Oldenzaal via Tubbergen naar Slagharen. Bij Oldenzaal sluit de N343 aan op de N342, bij Fleringen op de N349. In Hardenberg sluit de weg vervolgens aan op de N34 om te eindigen bij de N377 in Slagharen. Het deel tussen Hardenberg en de N377 volgt de route van een lijn van de Dedemsvaartsche Stoomtramweg-Maatschappij die liep van Hardenberg naar de Lutterhoofdwijk, zij het dat die tramlijn in Lutten westelijk van de aardappelmeelfabriek Baanbreker uitkwam, bij het Jachthuis, terwijl het viaduct van de N343 oostelijk van de voormalige aardappelmeelfabriek ligt. De stoomtramlijn liep langs de Dedemsvaart 300 meter naar het oosten om dan via een vrije baan door het land te Lutterhoofdwijk te bereiken. De  N343 valt ook samen met deze vroegere vrije baan door het land.
De weg is grotendeels uitgevoerd als tweestrooks-gebiedsontsluitingsweg, waar buiten de bebouwde kom een maximumsnelheid van 80 km/h van kracht is. Een klein gedeelte binnen de bebouwde kom van Hardenberg is uitgevoerd met twee rijstroken per rijrichting.

## Rondweg Weerselo
De provincie Overijssel heeft plannen voor een rondweg rond Weerselo, zodat het doorgaande verkeer in de relaties Tubbergen–Oldenzaal en Ootmarsum–Deurningen niet meer door de dorpskern geleid wordt. De rondweg zal aan de oostzijde van Weerselo worden aangelegd, en er zullen aansluitingen op de wegen naar Reutum/Ootmarsum en Rossum worden geconstrueerd.

## Externe link

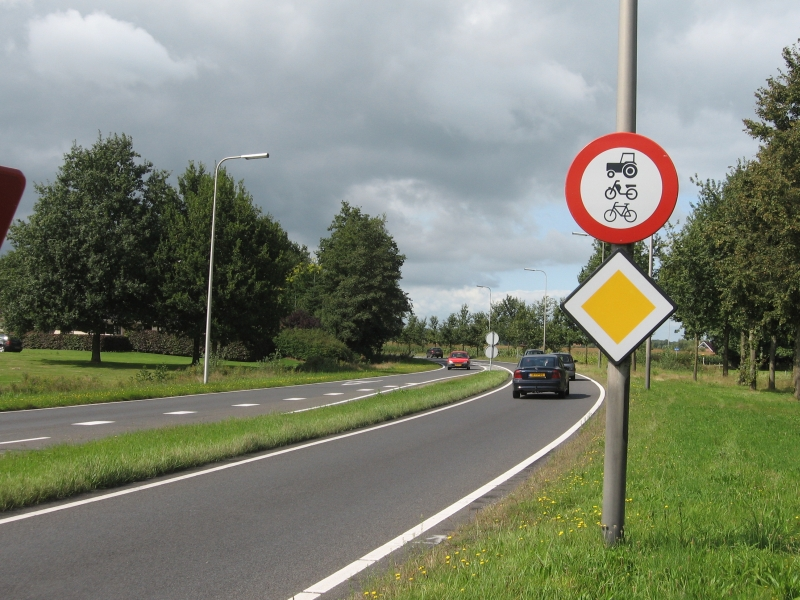
De N343 ter hoogte van Oldenzaal.